# Паоло Нутини
Паоло Ђовани Нутини (Пејсли, 9. јануар 1987) шкотски је певач, текстописац, и музичар из Пејслија (енгл. Paisley), града у Шкотској. Нутинијев први албум, „These Streets”, доспео је на место број три на британској топ листи албума (енгл. UK Albums Chart), док је његов следећи албум, „Sunny Side Up” достигао и на прво место. Оба албума су сертификовани четвороструком платином од стране организације „British Phonographic Industry”.
После 5 година од издавања његовог другог албума, Нутини је издао свој трећи студио албум, „Caustic Love”, у априлу 2014. Албум је већином имао позитивне критике од стране музичких критичара. Албум „Caustic Love” је доспео на прво место британске топ листе албума и организација „British Phonographic Industry” га је сертификовала платином у јуну 2014.
У другом делу јуна 2014. године Би-Би-Си је Паола назвао засигурно највећим шкотским музичарeм тренутно. До фебруара 2017. сва три његова албума заједно продата су у више од 5 милиона копија.

## Детињство и младост
Нутини је рођен у Пејслију, Шкотска, и има млађу сестру, Франческу. Његов отац, Алфредо, је из Италије, пореклом из Тоскане, док је његова мајка шкотског порекла. Он њега је било очекивано да настави корацима свога оца у породичном послу продавнице рибe и помфрита. Он није имао никакво музичко образовање. Први пут је био охрабљен да пева од стране његовог деде, уживаоца музике, Ђованија (Џекија) Нутини, као и од стране професора у његовој школи, „St. Andrews Academy”, који је препознао његов таленат. Паоло је изјавио да је једна од његових највећих туга у животу то што га његов деда, Џеки, никада није видео како пева.
Нутини је напустио школу како би радио као помоћник на путу и продавао мајице за шкотски бенд „Speedway”. Провео је три године учећи музички бизнис и наступајући уживо. Након што је направио неколико својих песама уз помоћ свог наставника из школе, радио је као помоћник у „Park Lane” студију у Глазгову. Ту је почео да се озбиљније бави писањем песама, а писао је са Џимом Дугуидом и бубњаром бенда „Speedway”.
Његова велика шанса је дошла када га је млађи члан његовe породице пријавио на његов први уживо наступ на „102.5 Clyde 1” радију за повратак Дејвида Снедона (енгл. David Sneddon) у свој родни град Пејсли почетком 2003. године. Снедон је одложен, и као победник импровизованог поп квиза, петнаестогодишњем Нутинију је пружена прилика да изведе неколико песама на сцени током чекања. Повољна реакција публике посебно је импресионирала једног члана публике, Брендона Муна, који је понудио да постане његов менаџер заједно са својим пословним партнером Мајком Бауденом (енгл. Mike Bawden). Мајк Бауден наставља да буде менаџер Нутинију.
Новинар дневног листа „Daily Record”, Џон Дингвал, га је позвао да свира на радију званом Радио Шкотска. Са 17 година, Нутини се преселио у Лондон и редовно наступао у пaбу „Bedford” у Балхeму са локалним певачем/текстописцем Чарлијем Валисом. Уследили су и други наступи на радијима и уживо наступи, укључујући два акустична уживо наступа на радију званом Радио Лондон, и наступе у кафићу Хард Рок Кафе, наступе за подршку за бенд Ролингстоунси и певачице Ејми Вајнхаус и „KT Tunstall”. Нутини је постао познат по томе што је певао са затвореним очима током читавих наступа, навика коју је добио гледајући свог деду како свира клавир.

## Каријера

### These Streets(2005–2007)
Нутини је направио свој први албум, који је потписао за „Atlantic Records” у мају 2005. године, недуго након његовог 18. рођендана. Нутинијев први албум „These Streets”, који је продуцирао Кен Нелсон (који је радио са бендовима као што су Kолдплeј и Гомез), објављен је 17. јула 2006. и одмах је ушао у британске топ листе албума на треће место. „These Streets” је, како сам Нутини каже на свом званичном сајту: „Овај албум је мали поглед на нека од искустава кроз која сам прошао у последње три године”. Први сингл албума је била истоимена песма „These Streets”, коју је објавио у мају 2006. Затим је уследио његов следећи сингл „Last Request”, који је објављен 4. јула 2006. и доспео је на пето место у британској топ листи синглова (енгл. UK Singles Chart). У споту за „Last Request”, Нутини игра улогу пљачкаша - иако се то не открива до краја. Нутинијев трећи сингл, „Jenny Don't Be Hasty”, објављен је 25. септембра 2006. и достигао је место број двадесет на британској топ листи синглова. „Rewind” је био Нутинијев четврти сингл. Објављен је 4. децембра 2006. и достигао је број двадесет седам на британској топ листи синглова. До 2011. године, број продатих копија албума у Европи је престигао 2 милиона.
Многе песме на албуму, укључујући „Last Request” и „Rewind”, инспирисане су бурним односом са његовом бившом девојком Тери Броган. „Last Request” је песма која описује последњу заједничку ноћ једног пара, „Rewind” песма која представља жељу за повратком назад кроз време у доба пре завршетка љубавне приче, док је песма „Jenny Don't Be Hasty” истинита прича о старијој жени која га је одбила због његових година. У песми „New Shoes” Нутинијево питање је било да ли би решавање проблема могло бити лако као куповина нових ципела. 
Крајем 2007. године Нутини је обрадио песму од колеге званог Лаби Сифре (енгл. Labi Siffre) „It Must Be Love” за Би-Би-Си Радио 1, који је основан 1967. године. Мариса Браун, која раду за сајт „AllMusic”, је похвалила Нутинијеву способност да пренесе зрелу искреност израдом песама које носе ефективне текстове и привлачне мелодије, као и да изрази искрену емоцију, и закључивши да: „Албум никога неће одушевити својом креативношћу или домишљатошћу, али је добро одрађен и директан и отворен и угодан за слушати, што је и више него довољно”. Ник Левајн из дневног листа „The Observer” је приметио како Паоло има лице модела и глас педесетогодишњака, рекавши да: „Тренутно постоји презасићење певача-текстописаца, али је осамнаестогодишњи полу-Италијан засигурно талентованији него већина њих”.
Током 2006. године, Нутини је имао бројне распродате концерте широм Британије и наступао на разним локацијама широм света, укључујући „King Tut's Wah Wah Hut” у Глазгову, телевизијски наступ на „Later with Jools Holland”, наступ у Карнеџи Холу (енгл. Carnegie Hall) у Њујорку и наступе на фестивалима као што су „The Montreux Jazz Festival”, „The Wireless Festival” и „Oxegen”. У мају 2006, Нутини је такође свирао за велики викенд у Дандију који је организовао Би-Би-Си Радио 1. Подржао је Ролингстоунсе у Бечу и био је позван да се поново појави са њима на стадиону „Don Valley” у августу 2006. године, а такође је наступао на фестивалима као што су „V Festival” и „Austin City Limits Music” фестивал у Тексасу. На јесен 2006. године. имао је турнеју по Европи.
Дана 10. јануара 2007. је објављено да Паоло започиње турнеју по Америци и Канади, која почиње концертом у Чикагу 25. јануара. Нутини је наступaо на фестивалу у Гластонберију (енгл. Glastonbury) у јуну 2007. на чувеној позорници званој Пирамида у току другог дана догађаја. Нутини је такође наступао на Вембли стадиону 7. јула 2007. године, са својим сетом који је обухватио и песму „What A Wonderful World”, класичну поп мелодију коју певају Боб Тијел, Џорџ Дејвид Вајс и Џорџ Даглас. Сутрадан је наступао у „Т in The Park”, у Шкотској. Наступао је на трибутном концерту за младића по имену Ахмет Ертегин 10. децембра 2007. године, догађај који је привукао велику међународну пажњу јер је то био први концерт бенда Лед Зепелин у 27 година. Шкотска независна ТВ компанија „Volt MediaFix” направила је документарац о Нутинијевој америчкој турнеји. Документарац је био заказан за емитовање у четвртак, 7. јуна на каналу Би-Би-Си-2 за Би-Би-Си у Шкотској, а широм остатка Британије на каналу „Sky 990”.

### Sunny Side Up(2009–2011)
1. јуна 2009. Нутини је издао свој други студио албум „Sunny Side Up”, који је доспео на прво место британске топ листе албума. Први сингл са албума „Candy” објављен је 25. маја. У јулу се појавио у емисији „Friday Night with Jonathan Ross”, наступајући песмом са називом „Coming up Easy”. Ова песма је објављена као други сингл на албуму 10. августа, а доспела је на број 62 у британскоj топ листи синглова 16. августа 2009. године. 10. септембра 2009. године, Нутини је извео „Coming Up Easy” у емисији „The Tonight Show with Conan O'Brien”. Трећи сингл са албума је био „Pencil Full Of Lead” који је био највећи успех албума, задржавајући се 21 недељу на листи 75 најбољих синглова. „10/10” је био четврти сингл овог албума, издат 10. јануара 2010. године, који је доспео до места број 51 и успео да се задржи на листи 75 најбољих синглова шест недеља. Албум је добио две номинације за „Brit Awards” заједно са номинацијом за награду „Ivor Novello” за најбољи албум, коју је албум и освојио 20. маја 2010. године. Сва признања и рекламни успеси су се постарали све већем порасту броја људи на концертима и све чешћим наступима на разним фестивалима.
Албум је добио помешане критике. Неки су приметили да се удаљава од звука првог албума. Нил МекКорник из дневног листа „The Daily Telegraph” је био позитиван, тврдећи да: „Паолов други радосни албум органски спаја душу, земљу, фолк и дрску, успаљену енергију регтајм свинга”. Неки критичари су били мање импресионирани. Каролајн Саливан из дневног листа Гардијан описала је албум са речима да није лош, с почетном песмом „10/10” коју је описала „довољно јаком да вас врати поново”, и како је овим албумом Нутини доказао да је више од само доброг изгледа. Гардијан такође наводи да је овај албум знатно мање негован подухват од Нутинијевог веома успешног првог албума, како у овом нема полирања или политеза, и у ком Нутини „глуми очајног душевног дечка на његовом повратку кући”, расподељујући топле речи мудрости и искрене хипи сентименте својим најближима. Такође се помиње то да се неколико песама чини ембрионим, како им недостаје правац, али да Паолов глас не престаје да бриљира. Анди Гил из дневног листа „The Independent” прокоментарисао је Нутинијев напредак од његовог првог албума, наглашавајући да се у овом албуму види како певач прави огромне кораке у неколико праваца, и истичући како је Паоло: „Једна једноставна душа са топлим, дарежљивим духом која звони за огромном публиком”, и додаје како се не треба изненадити ако, у децембру, ово буде један од најпродаванијих албума године.
Албум се пласирао на прво место у британској топ листи албума са продајом од преко 60.000 копија, борећи се против јаке конкуренције, албума „Love & War”, првог албума мушког колеге солисте Данијела Мериведера. Албум се пласирао на слично место и на ирској листи албума, позиционирајући се на друго место, одмах иза новог албума репера Еминемa, пре него што је изашао на врх листе недељу дана касније. Албум је био један од најбољих британских албума године. На британској топ листи албума у понедељак, 19. октобра, албум је прешао са броја 31 на број 5, тако да је албум био продаванији од другог албума британско-ирске групе Сатурдејс (енгл. The Saturdays). На британској топ листи напродаванијих албума 2009. године „Sunny Side Up” се нашао на 8. месту. 3. јануара 2010. „Sunny Side Up”, који је до тада провео 31 узастопну недељу на листи, је по други пут надмашио британску топ листу албума, чиме је албум постао први албум који се налазио на првом месту у Великој Британији у 2010. години, а и у деценији. У исто време, први албум, „These Streets”, се три године након премијере враћа поново на топ листе, достижући место број 26. 

### Caustic Love(2013–сад)
У децембру 2013. откривено је да је Нутини снимио трећи албум под називом „Caustic Love”, који је објављен тек 14. априла 2014. године. Први сингл албума „Scream (Funk My Life Up)” објављен је 27. јануара 2014. године. Песма је доспела на место број 12 у британској топ листи синглова и број 5 у шкотској топ листи. Већ у априлу те године, Гардијан је објавио да је „Caustic Love” продао око 109 хиљада примерака, постављајући рекорд за највише проданих примерака албума у једној недељи у текућој години. Паолов трећи албум и после 2 недеље остаје на листи најпродаванијих албума са 162 хиљаде копија продатих за само 14 дана, док је после три недеље и даље држао рекорд, са скоро 200 хиљада продатих копија. „Caustic Love” је номинован за најбољи албум у Шкотској 2014. „The Independent” описао је албум као: „Безуслован успех: „Caustic Love” може бити најбољи британски Р&Б албум од 1970-их година и песама жанра „blue-eyed-soul” кога су певали Род Стјуард и Џо Кокер”. Изабран је 8. децембра 2014. од стране Епла као најбољи албум у Aјtјунс-овим албумима 2014. године. 18-месечна турнеја након објављивања албума обезбедила је Нутинију наступе у Северној Америци, Европи, Јужној Африци, Аустралији и Новом Зеланду. Имао је бенд од 8 чланова тада, и није се пуно померао од сталка микрофона за време својих концерата. У октобру 2014. Нутини је био присиљен да се повуче са концерата у свом родном граду, Глазгову, Кардифу и Лондону због тонзилитиса. У августу 2015. године Нутини је свирао за 35.000 људи у парку у Глазгову, на потпуно распродатом концерту.
Након опсежних турнеја 2015. године у знак подршке албуму, Нутини је узео паузу 2016. године, иако је одржао концерт како би одао почаст у знак сећања на мајку велшког фана у Њупорту, Велс 20. јула.  Већ 6. јуна 2016. године распродате су биле све карте за салу капацитета од 20 хиљада места за хуманитарни концерт у Њупорту. Карте за овај посебан концерт су биле расподате у првим минутима након пуштања у продају, а Нутинијеви фанови из Велса и шире који нису добили прилику да купе карте су уплаћивали донације на фонд који је основао Паоло. 20. септембра 2016. најављено је да ће Нутини на новогодишње вече 2016/2017. године започети концерт на водећем догађају на уличној забави у Единбургу. Улазнице су распродате у рекордних три сата, што је довело до јединствене друге емисије (под називом „The Night Before”) која је најављена за 30. децембар. У фебруару 2017. године, објављено је да ће турнеја по Јужној Америци почети у априлу исте године, са наступима у Мексику, Чилеу, Аргентини и Бразилу.

## Медији
Последњег дана 2006. године, Нутини се појавио на телевизији Би-Би-Си Шкотска у уживо наступима, након што су концерти у јавним парковима Единбурга били отказани у кратком року због лошег времена. Извео је неколико песама у дворани дворца у Единбургу за ТВ публику са мало или без пробе. У среду 11. априла 2007. године, Нутини је наступао на концерту који је преносио уживо преко сајта „MSN Music”.
Нутинијеве песме су се инфилтрирале и у америчке ТВ емисије. „Last Request” је пуштена на крају епизоде под називом „My Words of Wisdom” из шесте сезоне серије Стажисти, у првој епизоди серије Гевин и Стејси (енгл. Gavin & Stacey) и у серији Три Хил сезони 4, у епизоди под називом „The Birth and Death of the Day”. Песма „Million Faces” се може чути на крају серије Увод у Анатомију епизоде „Testing 1–2–3” из треће сезоне и налази се на трећем издању листе песама из серије. Песма „Rewind” је пуштенa на крају епизоде серије Истражитељи из Мајамија под називом „Broken Home”. Песма „Jenny Don't Be Hasty” је такође била представљена у још једном члану истражитељске франшизе када је пуштена у серији Место злочина: Њујорк у финалу треће сезоне у епизоди која се зове „Snow Day”. „New Shoes” пуштена у филму под називом Читалачки клуб Џејн Остин и на Пума АГ ТВ реклами током лета 2008. године. Песма „Оne Day” пуштена је при крају Ен-Би-Си-јеве серије „State of Affairs” у седмој епизоди прве сезоне у јануару 2014. године. Песма „Iron Sky” је пуштена у епизоди „End of Watch” у трећој сезони серије „Еlementary”.
Дана 24. јула 2007. године, Нутини је добио награду звану „The Golden St Christopher medal” од града Барге у Италији, што је највећа част коју град може дати, како би прославио Нутинијеве изузетне доприносе Барги и њеном народу. 18. септембра, Нутини је извео „Last Request” у емисији „The Tonight Show with Jay Leno”. У септембру 2007. године, Нутини је снимио кратку радио емисију са музичким огранком компаније Мајспејс где је навео 10 својих омиљених нумера и разлоге иза својих избора. У октобру 2007. године, Нутини је наступио на годишњем фестивалу, „Voodoo Fest”, одржаном у Њу Орлеансу, Луизијана. Нутинијева музика је 2008. године представљена у филмској адаптацији најбоље продаваног романа Ирвина Велша под називом „Ecstasy: Three Tales of Chemical Romance”.
На Нову годину 2008/09, Нутини је наступао на уличним забавама у Единбургу и Глазгову у Шкотској, постајући први човек који је свирао на обе локације истог дана тог догађаја. У албуму бенда „The View” из 2009. године, он се појављује у песми „Covers”. Нутини се појавио у документарном филму „Reggae Got Soul: The Story of Toots and the Maytals” који је објављен на телевизији Би-Би-Си и описан као да је неиспричана прича о неким од најутицајнијих уметника икада изашлих из Јамајке.
Дана 27. јула 2012. године, Нутини је певао на церемонији отварања Олимпијских игара у Лондону у лондонском Хајд Парку, заједно са извођачима као што су Ђуран Ђуран, Сноу Патрол и „Stereophonics”.

## Приватан живот
Нутини је осам година имао нестабилну везу са Тери Броган, шкотским дипломцем маркетинга и моделом. Пар се упознао у Пејслију и почели су да се забављају када је Нутини имао 15 година. Након раздвајања, био је у вези са ирским ТВ водитељем и моделом Лауром Витморе. Нутини је имао везу са енглеском глумицом и моделом Амбер Андерсон од 2014. до 2016. Паоло је навео да би волео да се ожени и има децу, када буде могао да изгради добре темеље.
После другог албума, Паоло узима паузу како би „пронашао себе” и како би научио више вештина. „Почео сам да кувам мало више и да учим да поправљам ствари у кући”, каже Паоло за магазин Ел. Такође додаје како је увек могао себе боље и искреније да изрази кроз своју музику и да му је тада била потребна пауза да би упознао себе.
Нутини је у интервјуу у јуну 2014. изјавио да је пушио канабис сваки дан свог живота од шеснаесте године, тврдивши да му је дрога помогла да се избори са славом и да она није ништа лошија него алкохол, док је такође изнео став да канабис заиста може бити проблем за неке од конзуматора. Подржао је и своје колеге, Ван Дирекш и Мајли Сајрус када су се догодили њихови скандали.  Нутини има почасни докторат на свом универзитету у граду Пејсли, на Универзитету Запада Шкотске.
Дана 22. фебруара 2015. године објављена је биографија о Нутинију под називом „Paolo Nutini: Coming Up Easy”. Биографију је написао аутор и биографије певача познатог као Том Џоунс, Колин МекФарлејн.
Како би помогао фондацији Симончели са њиховим новим пројектом који је започет 2011. године и који је планирао изградњу установе за децу са сметњама у Коријану, Италији, Паоло је заједно са својим оцем направио уникатну Фендер стратокастер гитару и донирао је. Гитара, дизајнирана од стране Нутинија и потписана од стране Валентино Росија, налазила се на аукцији поводом петогодишњице смрти мотористе у успону, Марка Симончелија, који је погинуо у трагичној несрећи током трке МотоГП-а у октобру 2011. године.
У 2017. години, 21. фебруара, он је био оптужен за вожњу у пијаном стању, са дозом алкохола у крви нешто више од два пута већом него што је дозвољено. Наиме, њему је нађено 48 милиграма алкохола у 100 милилитара даха, где је дозвољена граница 22 милиграма. Та оптужба је након дводневног суђења одбачена.
Од 2017. године, Нутини живи у свом родном граду Пејслију, од чијих се корена Нутини није никад одвојио и у ком је 20. октобра одсвирао концерт за који се, за 550 карата, пријавило 50 хиљада људи, рекавши да се тим концертом труди „да врати наду” у Пејсли. Један од Нутинијевих омиљених музичара, кога је, по његовим речима „имао среће” да упозна и да са њим пева, је Сиксто Родригез. Паоло је у свом родном месту извео и изненадне караоке 2019. године, где је певао познати хит од Френка Синатре.

## Дискографија
Дискографија Паола Нутинија, шкотског поп/рок певача, садржи три студио албума, један уживо албум, шест продужених свирки, осам синглова и десет музичких спотова. Нутинијев први албум „These Streets” објављен је у јулу 2006. године са сингловима „Last Request”, „Jenny Don't Be Hasty”, „Rewind” и „New Shoes”, од којих је најуспешнији био „Last Request”. У мају 2009, Нутини је издао свој други албум, „Sunny Side Up”, који садржи синглове: „Candy”, „Coming Up Easy”, „Pencil Full Of Lead” и „10/10”. Нутинијев најновији албум, „Caustic Love”, објављен је у априлу 2014. Једини сингл „Scream (Funk My Life Up)” објављен је у јануару 2014. године. Тај албум такође садржи колаборацију са Џанел Моне (енгл. Janelle Monae) у песми под називом „Fashion”.
Нутини је познат и по својим уживо наступима и бројним продуженим снимцима неких његових песама. Његовa прва сесија уживо, објављена је у септембру 2006. године и садржала је ексклузивне уживо верзије четири омиљене песме фанова снимљене углавном у Лондону.

### Студио албуми
- „These Streets” (2006)
- „Sunny Side Up” (2009)
- „Caustic Love” (2014)